# 21799 Ciociaria
21799 Ciociaria (1999 TP) là một tiểu hành tinh vành đai chính được phát hiện ngày 1 tháng 10 năm 1999 bởi F. Mallia và G. Masi ở Campo Catino.